# Lluís Espinal i Camps
Lluís Espinal i Camps, Lucho Espinal, (Sant Fruitós de Bages, 2 de febrer de 1932 - La Paz, Bolívia, 21 de març de 1980) fou un màrtir jesuïta, periodista i cinèfil català.

## Biografia[2]
Lluís Espinal i Camps va néixer el 2 de febrer 1932 a Sant Fruitós de Bages (comarca del Bages) a la Torre dels Batlles, on la seva família feia de masovers. Als pocs anys, la família es traslladà a Manresa, on Espinal va iniciar el seu camí religiós a l'escolania de la Cova de Sant Ignasi de la ciutat. Després va cursar el batxillerat a l'Escola de Roquetes (Baix Ebre) i als 17 anys va ingressar al noviciat de la Companyia de Jesús al Monestir de Veruela (Saragossa) el 17 d'agost de 1949.Dos anys més tard (15 d'agost de 1951) va fer els vots perpetus.
Del 1951 al 1953 va estudiar Humanitats i del 1953 al 1956, Filosofia. En acabar, es dedica a ensenyar literatura grega i poesia llatina al Col·legi Sant Pere Claver de Raimat (Lleida) per a estudiants jesuïtes. Entre els anys 1959-1963 va cursar Teologia a Sant Cugat del Vallès, on es va començar a forjar el seu sentit crític davant de la teologia tradicional que rebia a les aules. Es va ordenar sacerdot el juliol de 1962 a Barcelona.
Acabada la seva formació en Teologia i ja sacerdot, Lluís Espinal va estudiar a l'Escola de Periodisme i Audiovisuals de Bèrgam (Itàlia). També es va especialitzar en cinema i televisió a la Scuola Superiore de Giornalismo e Mezzi Audiovisuali de la Universitat Catòlica del Sagrat Cor de Milà (Itàlia).
L'any 1966, després d'acabar els seus estudis d'audiovisuals, va començar a fer treballs en el món del cinema i la TV:  Director dels cineclubs Mirador i Seqüència de Barcelona, crític cinematogràfic de la revista Reseña de Madrid, guionista i muntador del film  Noche Iluminada de Televisión Española, que va representar Espanya en el Certamen de Brussel·les de 1966.
Tot i que els seus inicis a TVE van ser en plena època franquista, Espinal va produir un programa nacional sense precedents: Cuestión Urgente, on cada setmana es tractava un tema de caràcter social de què no es parlava en els mitjans oficials de comunicació, com la immigració, la prostitució, les drogues… Tot i que el programa va tenir molt d'èxit, Espinal va tenir diversos enfrontaments amb la censura franquista. L'any 1967, després de dos anys en antena, la censura oficial li va prohibir emetre un programa sobre els barris marginals de Barcelona i una entrevista a  Alfonso Carlos Comín, un dirigent d'esquerres. Davant d'aquest fet, Espinal va dimitir, sense anar a recollir el premi que li havien concedit com a millor programa de l'any. 
La trobada de Lluís Espinal amb el bisbe Monsenyor Genaro Prata, responsable dels Mitjans de comunicació de la Conferència Episcopal Boliviana va suposar un canvi crucial en la vida del jesuïta, ja que li va proposar anar a Bolívia.

### La seva tasca a Bolívia
Va ser destinat com a missioner a Bolívia, on el coneixien amb l'apel·latiu Lucho. Va arribar a La Paz, on vivia en un barri molt pobre amb dos companys jesuïtes, el 6 d'agost de 1968, i dos anys més tard, es va nacionalitzar bolivià. 
L'estada d'Espinal coincideix amb uns moments convulsos políticament per al país, amb repressió, tortura, censura i desaparicions. Fou molt crític amb la dictadura d'Hugo Banzer (1971-1978).
A Bolívia, desenvolupa plenament la seva faceta periodística i de productor cinematogràfic tant a la premsa escrita com a la ràdio i la televisió. Va col·laborar a Radio Fides, als diaris Presencia i Última hora de La Paz. També va produir uns quants curtmetratges per a la televisió boliviana, va formar part del grup productor cinematogràfic Ukamau, va publicar llibres sobre cinema, fou professor de Mitjans de comunicació social a diverses universitats (Universitats Major de San Andrés i Catòlica de La Paz) i des de l'any 1979, dirigí el setmanari Aquí! fins que va morir.
A través d'aquests mitjans de comunicació, Lluís Espinal denuncia les injustícies socials, la manca de llibertat i la situació política que vivia la ciutadania boliviana,  i així es va guanyar l'estima dels poble i l'enemistat dels dirigents polítics del moment. 
Espinal va escriure 12 llibres sobre el cinema, fet que va assentar les bases de la producció cinematogràfica a Bolívia. També va ser una figura destacada de la crítica cinematogràfica, no només per publicar els seus escrits en nombrosos  mitjans de comunicació, sinó també com a formador de nous crítics al país.
L'any 1970, partint d'una idea semblant al programa Cuestión Urgente, inicia el programa En Carne Viva per a la Televisió Boliviana, però la censura li talla parts del programa. De nou, Espinal decideix dimitir i abandona l'ens televisiu del país.
Tot i això, en la seva missió es va dedicar a lluitar per defensar els Drets Humans, i les seves postures contràries a la dictadura i favorables als moviments miners el van enfrontar amb el govern bolivià.

### Vaga de fam i assassinat
El desembre del 1977 va participar en una vaga de fam de 19 dies amb Domitilia Chúngara i altres dones mineres per demanar l'amnistia total per als presos polítics, aprofitant que el govern bolivià va anunciar que convocaria eleccions i concediria l'amnistia política, tot i que amb certes restriccions. La vaga es va estendre a molts llocs del país, van aconseguir recolzament internacional i molta gent va fer pressió al govern, que finalment va concedir la plena amnistia.
Per totes aquestes actuacions de denúncia de les injustícies i lluita per les llibertats, Lluís Espinal es va convertir en una figura incòmode per als dirigents polítics i per a alguns sectors eclesiàstics més tradicionals.
La nit del 21 de març de 1980 va ser segrestat, torturat i brutalment assassinat quan tornava a casa després de veure al cinema la pel·lícula Los Desalmados, de la qual havia de preparar una crítica: van disparar-li 17 bales i li van marcar amb cops una creu al pit. El seu cos fou trobat  l'endemà en un abocador per un camperol, Augusto Chira, a uns 8 km de La Paz, en el camí a Chacaltaya. Al seu enterrament hi van assistir unes  80.000 persones, un dels més multitudinaris que es recorden al país. La seva tomba es troba al Cementerio de La Paz, on hi figura com a epitafi una de les seves frases més conegudes: “La vida és per gastar-la per als altres”.

## Poesia i escultura
Des de molt jove, Lluís Espinal es va revelar com un home de gran sensibilitat artística i amb un do especial per a escriure i comunicar les seves idees i experiències.
A través dels seus estudis, en especial els de Filosofia, es va sentir atret per la poesia. Va traslladar les seves inquietuds i pensaments a l'obra Pregàries a boca de canó, escrites l'any 1965 a Espanya. En aquestes pregàries parla dels temes que més el van inquietar durant la seva vida: Els marginats de la societat, els pobres, els que pateixen, gents reclosa a les presons, als asils, ...
A Lluís Espinal en les seves estones lliures li agradava de tallar en fustes velles, on també plasmava temes amb un gran component social com l'opressió o la voluntat de llibertat. Eren habitual en les seves escultures trobar unes mans que trenquen una cadena o una dona avançant amb els cabells al vent. La gran majoria d'aquestes peces estan disperses per Bolívia i altres continents.
Una de les talles més conegudes és la que Evo Morales, el president de Bolívia, va regalar al Papa Francesc durant la seva visita a Bolívia l'any 2015: Una rèplica del crucifix comunista que havia fet el propi Espinal als anys 70.

## El llegat de Lluís Espinal: homenatges
La figura de Lluís Espinal és un referent a Bolívia i el seu record continua viu en el poble: Diverses institucions porten el seu nom, com ara col·legis, centres culturals, socials…. Cada any, en l'aniversari de la seva mort, s'organitzen diversos actes commemoratius per part de nombroses entitats i els mitjans de comunicació del país publiquen notícies sobre diversos aspectes de la seva vida.
L'any 2007 el president de Bolívia, Evo Morales, va declarar el 21 de març Día del Cine Boliviano, coincidint amb l'aniversari del seu assassinat, en homenatge a Lluís Espinal com una figura essencial en la lluita pels drets humans i la democràcia i en reconeixement de la seva aportació al cinema bolivià.
El dimecres 8 de juliol de 2015, el Papa Francesc va retre homenatge a Lluís Espinal en la seva visita a Bolívia, mentre es desplaçava des de l'aeroport de l'Alto fins a l'arquebisbat de La Paz, tot fent una aturada per recordar-lo en el lloc on va ser trobat mort feia 35 anys. A casa nostra, recull el seu llegat la Fundació que porta el seu nom Lluís Espinal, i que treballa en el diàleg fe-justícia a través principalment de la promoció de les activitats del centre Cristianisme i Justícia, amb seu a Barcelona.
A Sant Fruitós de Bages, municipi natal de Lluís Espinal, l'any 1981 se li va dedicar una plaça i l'any 2005, 25 anys després del seu assassinat, l'Ajuntament de Sant Fruitós de Bages el va declarar fill predilecte com a reconeixement a la tasca i als valors que va encarnar i defensar al llarg de la seva vida i amb la seva mort. També es va fer una escultura i es va ubicar a la plaça que porta el seu nom.
L'any 2020, amb motiu dels 40è aniversari del seu assassinat,  l'Ajuntament de Sant Fruitós de Bages el declara com a Any Espinal amb l'objectiu de donar a conèixer la importància de la figura de Lluís Espinal.. Per aquest motiu,  l'Ajuntament ha impulsat la creació d'una comissió amb diferents agents, entitats  i familiars per tal de programar diverses activitats, exposicions i taules rodones durant tot l'any.

## Obres
- Géneros cinematográficos, 1972.

- Historia del cine 1945, 1970.

- Lenguaje cinematográfico, 1972.

- Directores de cine, 1973.

- Psicología y cine, 1974.

- El cine frente a la televisión, 1975.

- Simbología en el cine, 1976.

- Narrativa cinematográfica, 1976.

- Sociología del cine.

- El cine como mito, 1979.

- Técnica del guión cinematográfico, 1980.

- El grito de un pueblo, 1980.

- Arxivat 2017-03-26 a Wayback Machine. Oraciones a quemarropa, 1988.